# Parafia Miłosierdzia Bożego i Matki Bożej Wspomożenia Wiernych w Skołoszowie
Parafia Miłosierdzia Bożego i Matki Bożej Wspomożenia Wiernych w Skołoszowie – parafia rzymskokatolicka znajdująca się w archidiecezji przemyskiej w dekanacie Radymno I. 

## Historia
W 1393 roku pojawiła się wzmianka o istnieniu Skołoszowa, który był własnością biskupów przemyskich. W 1432 roku pojawiła się wzmianka o istnieniu kościoła filialnego pw. św. Mikołaja. W 1784 roku kościół został rozebrany. 
W 1990 roku podjęto decyzję o budowie kościoła w Skołoszowie. 12 kwietnia 1991 roku dekretem bpa Ignacego Tokarczuka została erygowana parafia przy tymczasowej kaplicy (w dawnym Domu Ludowym), z wydzielonego terytorium parafii Radymno. 
W 1991 roku rozpoczęto budowę murowanego kościoła, według projektu arch. Józefa Olecha i inż. Stanisława Bodziaka. 29 maja 1994 roku abp Józef Michalik poświęcił nowy kościół. 11 kwietnia 2021 roku abp Adam Szal dokonał konsekracji kościoła. Obok kościoła znajduje się skołoszowska kalwaria.
Na terenie parafii jest 1 231 wiernych.
Proboszczowie parafii:
1991. ks. prał. Kazimierz Golenia (administrator).
1991–1997. ks. Bolesław Konieczny.
1997–2013. ks. prał. dr Henryk Hazik.
2013– nadal ks. Mieczysław Federkiewicz.